# Fritzmartin Ascher
Fritzmartin Ascher (* 22. September 1895 in Mannheim; † 15. April 1975 in Crailsheim) war ein Lehrer und Kommunalpolitiker.

## Leben
Der Apothekersohn besuchte von 1904 bis 1913 das Gymnasium. Von 1914 bis 1918 nahm er am Ersten Weltkrieg teil. Er geriet in Kriegsgefangenschaft und wurde in der Schweiz interniert. Von 1918/19 bis 1921 studierte er Zoologie, Mathematik und Botanik in Bern, Marburg und Heidelberg; den Doktortitel erwarb er 1923. Bei seiner Ankunft in der Schweiz hatte er die Primarlehrerin Elsa Schütz (* 23. August 1895 in Thun/Schweiz; † 1976) kennengelernt, die er im April 1925 in Mannheim heiratete. Ihre Töchter waren Marianne (* 1927) und Aude (* 1930). Elsa war Ende April 1926 aus dem bernischen Schuldienst ausgetreten und hatte sich ihren Pensionskassenanteil nach Deutschland ausbezahlen lassen. Seine Tochter Aude heiratete 1954 den Ingenieur Bernhard Caesar Einstein, Sohn von Hans Albert Einstein und Enkel von Albert Einstein und Mileva Einstein.
Fritzmartin Ascher arbeitete als Lehrer, ab 1925 oder 1927 als Gymnasialprofessor am Hilda-Gymnasium in Pforzheim. Nachdem er ab 4. Oktober 1935 als Jude zwangsbeurlaubt war und danach Berufsverbot erhalten hatte, schlug er sich als Straßenkehrer, Milchfuhrmann, Friedhofsgärtner und Totengräber durch. Dem Paar wurde die Scheidung nahegelegt. Als sie ihre Wohnung verlassen mussten, zogen sie nach Mühlacker. Ascher war noch eine Zeit als Lehrer in der Freien Stadt Danzig tätig, bevor dort 1938 die jüdische höhere Schule geschlossen wurde.
Im Juni 1945 wurde er durch den französischen Militärgouverneur zum Bürgermeister von Mühlacker ernannt (im März 1946 bestätigt). 1947/48 war er Landrat im Landkreis Waiblingen. Von 1948 bis 1962 war er Schulleiter des Albert-Schweitzer-Gymnasiums in Crailsheim.

## Schriften
- mit Curt Herbst: Beiträge zur Entwicklungsphysiologie der Färbung und Zeichnung der Tiere: Der Einfluss der Beleuchtung von unten auf das Farbkleid des Feuersalamanders. Kritische Bemerkungen zu der Arbeit von Mac Bride „Influence of the colour of the background on the colour of the skin of Salamandra maculosa“. 1927
- Auf der Suche nach der letzten Instanz. Baier, Crailsheim 1975 (2. Aufl. 2000)